# Йоганна Догнал
Йоганна Догнал (Johanna Dohnal; 14 лютого 1939, Відень — 20 лютого 2010) — австрійська політична діячка і перший австрійський міністр у справах жінок.

## Особисте життя

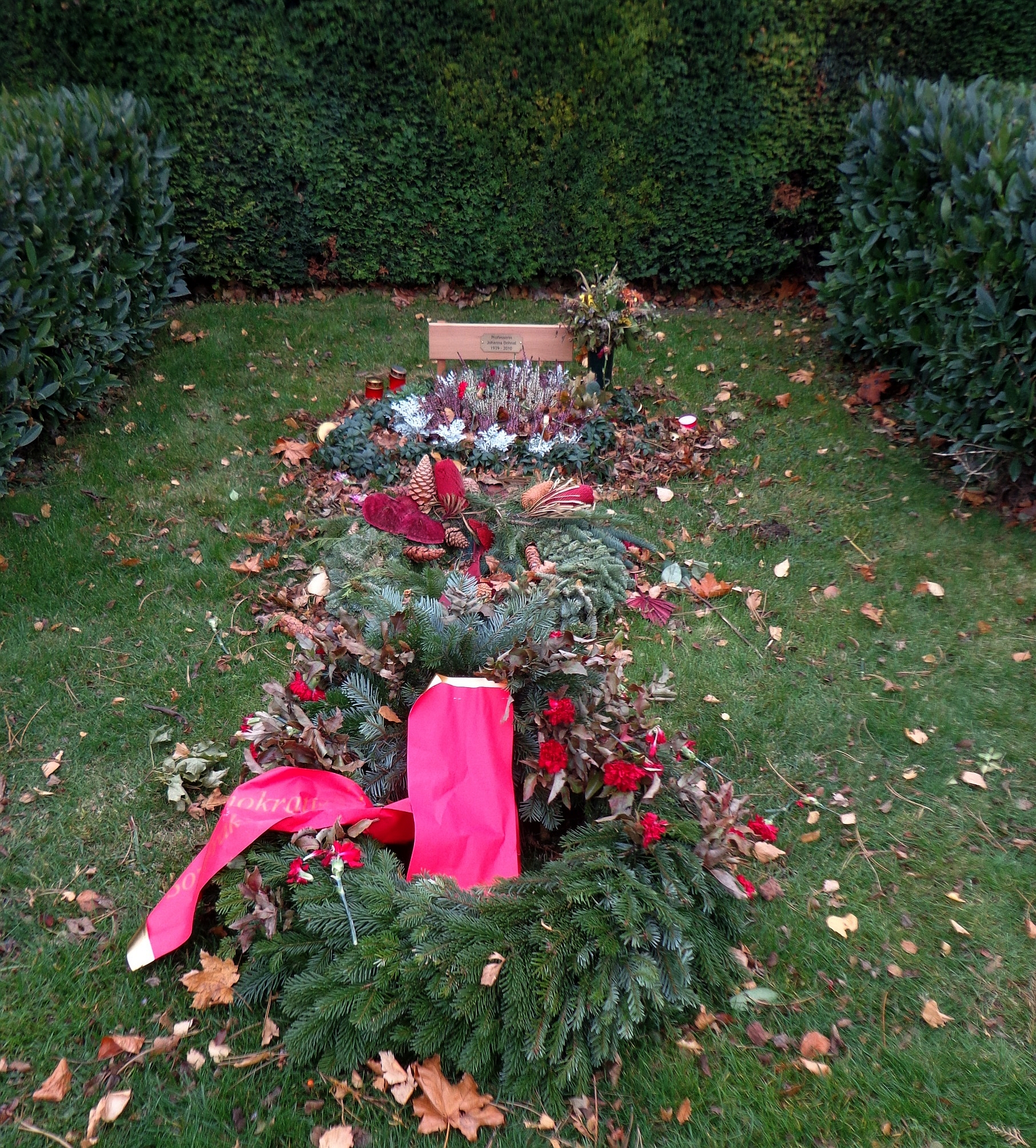
Почесна могила Й. Догнал на Віденському центральному кладовищі

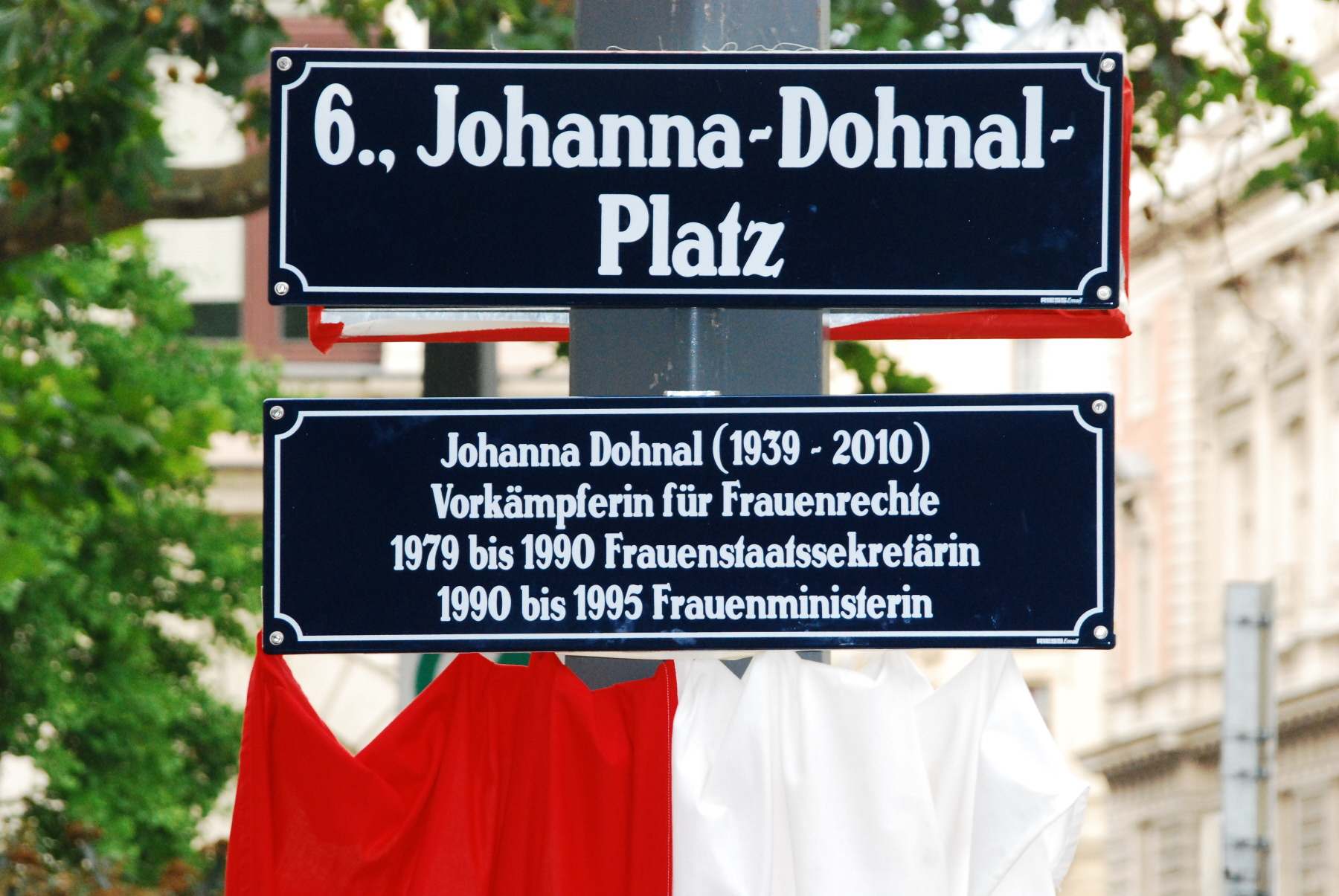
Площа Догнал у Відні-6

Народилась у Відні 14 лютого 1939 року в матері-одиначки.
Померла 20 лютого 2010 року в своєму будинку в Граберні, Нижня Австрія, і її вшановують на так званій почесній могилі (нім. Ehrengrab) на центральному кладовищі Відня.
22 січня 2010 року вона уклала цивільне партнерство зі своєю давньою партнеркою Аннемарією Ауфрайтер (нім. Annemarie Aufreiter), з якою жила з 1981 року.

## Визнання
На честь Йоганни Догнал у 2012 році була названа площа у Відні-6.

## Вибрані публікації
- Johanna Dohnal: ein politisches Lesebuch. Mandelbaum-Verlag. 2013. ISBN 9783854764076.